# Second Wind
Second Wind is een muziekalbum van Pierre Moerlen's Gong. Twee jaar nadat hij het album Breakthrough opnam met musici van Tribute zijn deze musici op een na alweer verdwenen en is er een nieuwe band. Alleen Rowe houdt het vol. Voor de muziek maak het niet zoveel uit; deze is nog steeds te omschrijven als melodieuze jazzrock, met de overheersing van de vibrafoon. Het album is opgenomen in de CREA studio's, waarschijnlijk in Bremen, Duitsland. Vraag is of Second Wind een opvolger moet zijn van Downwind? Opvallend is dat het album al snel nadat de opnamen klaar waren op de markt werd gebracht.

## Musici
- Pierre Moerlen - drums, synthesizers;
- Hansford Rowe - basgitaar;
- Åke Ziedén - gitaren;
- Benoit Moerlen - vibrafoon, marimba, synthesizer;
- Stefan Traub - vibrafoon, synthesizer;
- Frank Fischer - synthesizer, piano;
- Alex Sanguinetti - drums;
- Simon Pomara - percussie.

## Titels
1. Second wind
2. Time an space
3. Say no more
4. Deep end
5. Crystal funk
6. Exotic
7. Beton
8. Alan key
9. Crash & Co the first
10. Crash & Co the second
11. Crash & Co the third

Snaguinetti speelt alleen mee op Crash, een drumduet van ca 30 minuten met Moerlen; in die jaren was een drumsolo min of meer verplicht; nu klinkt het ouderwets. De drummers zijn verdeeld over de twee stereokanalen.